# Cæciliaforeningen (Kopenhagen)

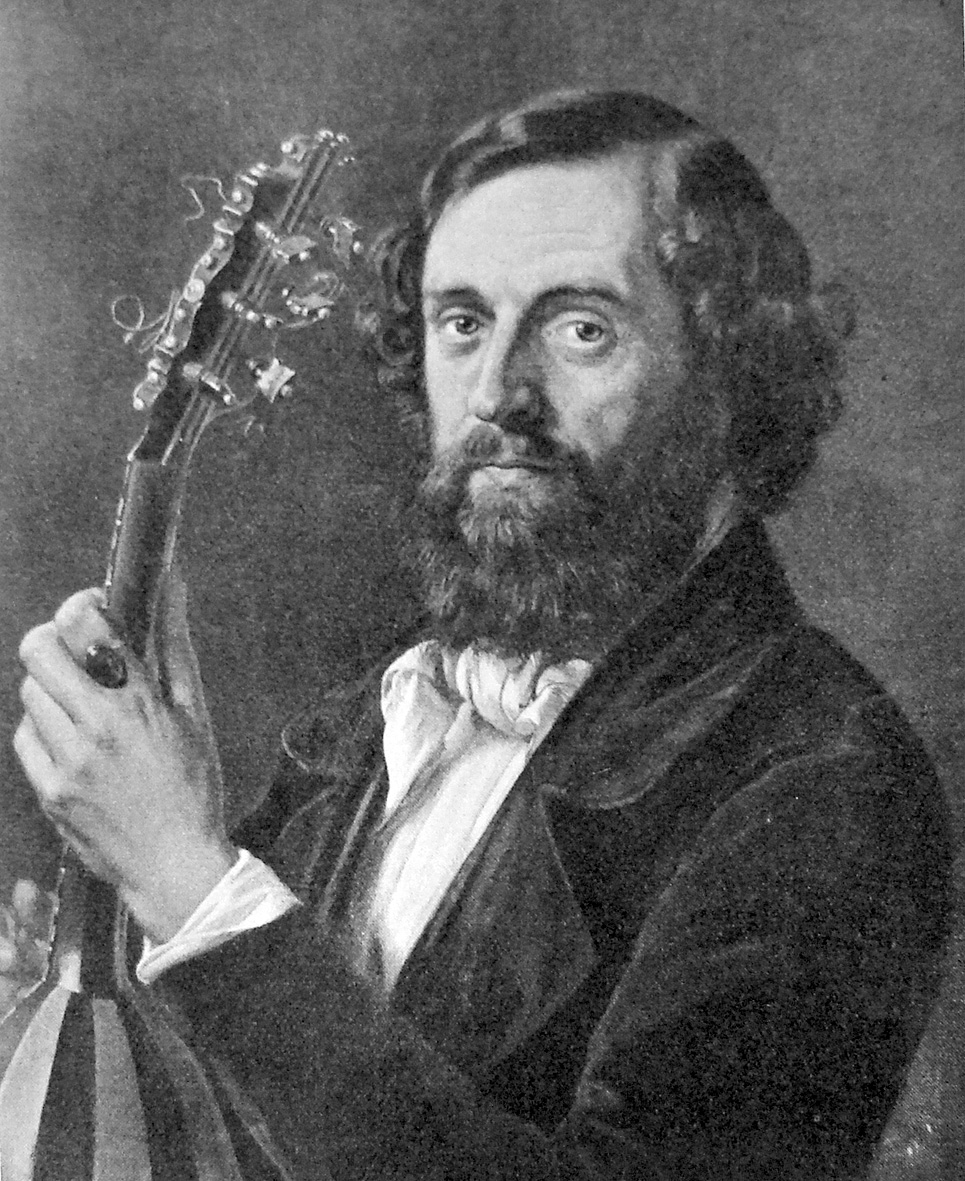
Henrik Rung (1807–1871)

Cæciliaforeningen (deutsch Cäcilienverein) – benannt nach der Musik-Schutzpatronin Cäcilia von Rom – war ein Musikverein vor allem für Chormusik, der im Jahr 1851 von dem dänischen Komponisten Henrik Rung (1807–1871) in Kopenhagen gegründet wurde.
Der Verein pflegte ein Repertoire, das von den großen Vokalwerken der Renaissance bis zu Henrik Rungs eigener Zeit reichte. Der Cäcilianismus war genau eine romantische kirchenmusikalische Restaurationsbewegung, die sich in der ersten Hälfte des 19. Jahrhunderts für eine Kirchenmusik einsetzte, deren Inspiration in der vokalen Polyphonie der Renaissance gesucht werden sollte. In Dänemark war es vor allem die Inspiration für Thomas Laub, der zu Henrik Rung nach Hause kam.
Rung gründete den Verein, nachdem ihm während eines Aufenthalts in Rom die Möglichkeit gewährt worden war, eine große Anzahl unveröffentlichter Werke aus der italienischen Renaissancemusik zu kopieren, um die Möglichkeit zu schaffen, diese Musik aufführen zu lassen.

## Dirigenten/Vereinsvorsitzende
- 1851–1871: Henrik Rung, Gründer
- 1871–1877: Holger Simon Paulli (1810–1891)
- 1877–1912: Frederik Rung (1854–1914), Sohn von Henrik Rung
- 1912–1934: Paul Rung-Keller (1879–1966), Sohn der Schwester von Frederik Rung

## Verbleib
Der Cäcilienverein wurde 1934 aufgelöst, und 1945 erhielt die Musikabteilung der Dänischen Königlichen Bibliothek (dänisch Det Kongelige Bibliotek) in Kopenhagen das umfangreiche Archiv des Vereins an Aufführungsmaterialien für etwa 470 Werke mit Partituren und etwa 30.000 Stimmen.
Ein Teil der musikalischen Bemühungen des Cäcilienvereins und des Palestrina-Chores, die etwa zur gleichen Zeit aufgelöst wurden, führte der dänische Dirigent und Chorleiter Mogens Wöldike (1897–1988) mit dem von ihm im Jahr 1924 gegründeten und geleiteten Københavns Drengekor (deutsch Kopenhagener Knabenchor) fort.